# Moschea Bolo Hauz
La moschea Bolo Howz (che significa "vicino al laghetto") è una moschea di Bukhara, Uzbekistan. 
Costruita nel 1712, di fronte alla cittadella Ark nel quartiere Registan. È servito prima dell'unificazione con la Russia bolscevica (1920) come moschea del Venerdì (Moschea principale) dove veniva a pregare l'emiro di Bukhara. Fu nel 1917 che, prima dell'Iwan (per l'ingresso d'onore) sono state aggiunte delle colonne di legno verniciato eccessivamente allungate per formare un bordo del tetto come una camera di preghiera. I capitelli sono decorati con muqarnas colorati. La moschea è stata riassegnata al culto da più di venti anni.

## Architettura
La moschea è quadrangolare. La sala di preghiera d'inverno è una stanza con quattro colonne con più entrate. L'Iwan è di 12 metri di altezza, con bordi allineati sostenuti da venti colonne di legno utilizzate per la sala di preghiera estiva. Le colonne di legno hanno una base in calcestruzzo.
L'interno della moschea è tipico dello stile XIX secolo e del XX secolo. Il piccolo minareto è stato costruito nel 1917.

## Galleria d'immagini

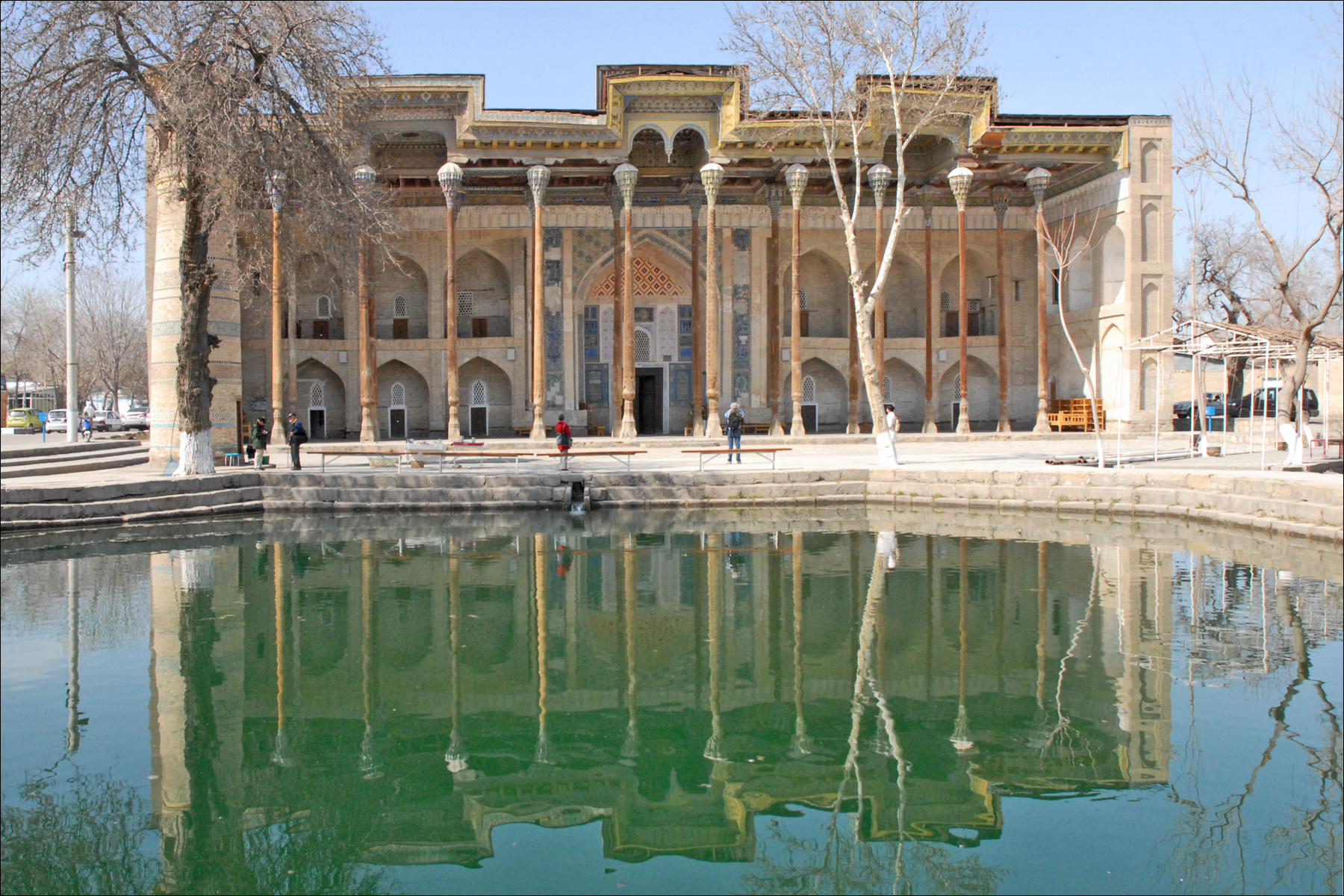
Il bacino di fronte alla moschea
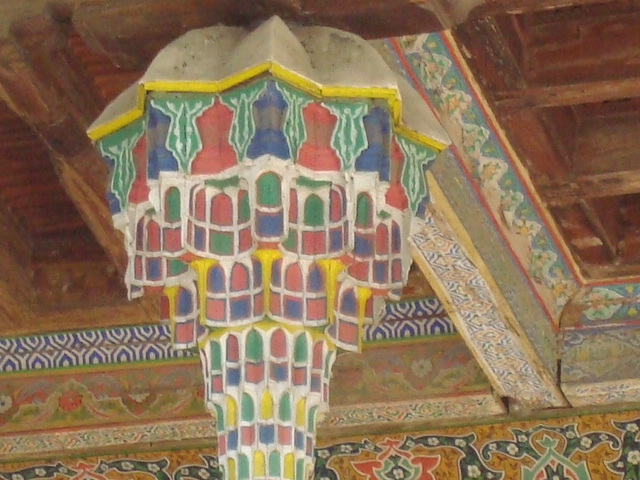
Particolare di una tenda muqarnas
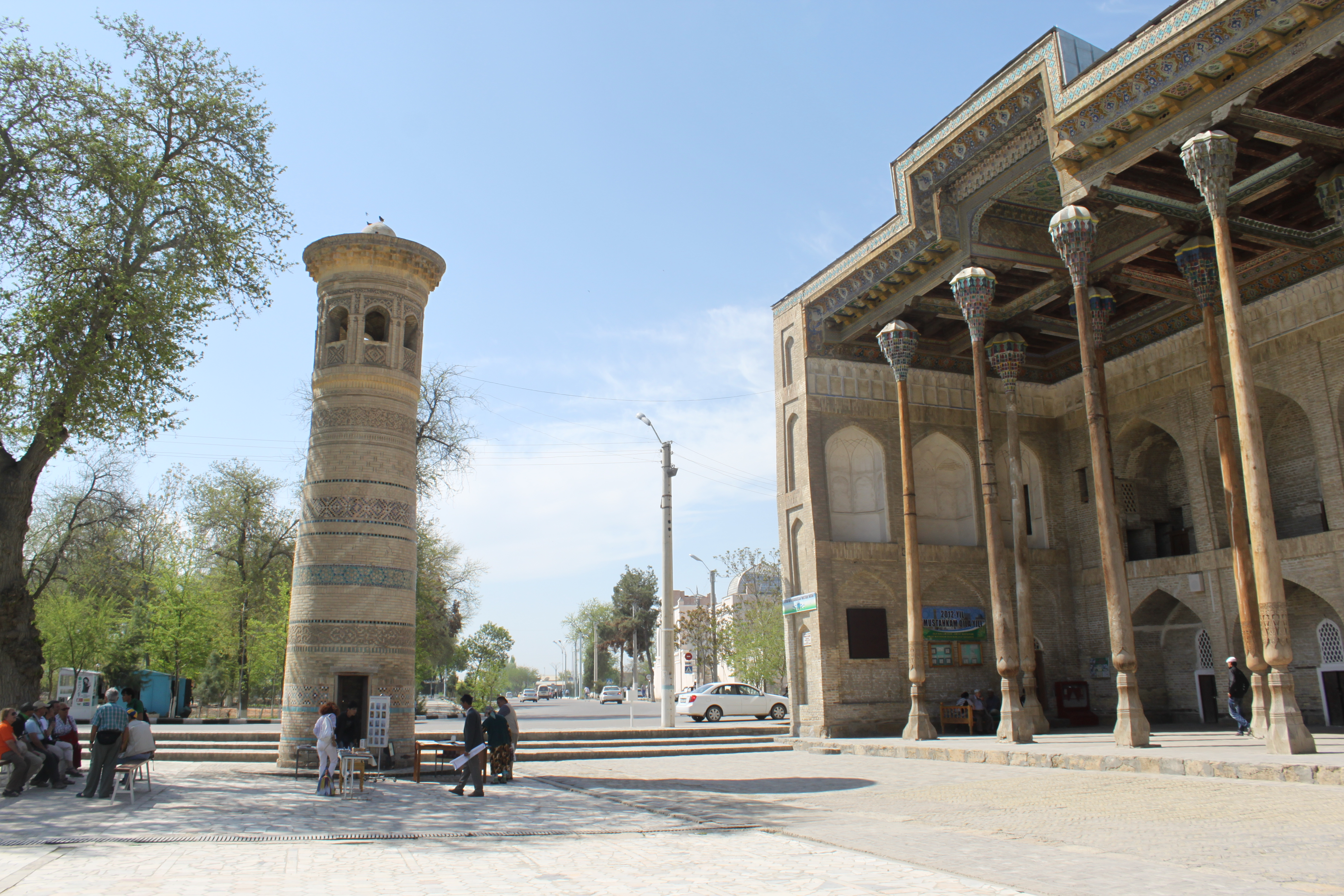
Vista del minareto a sinistra e a destra l'Iwan
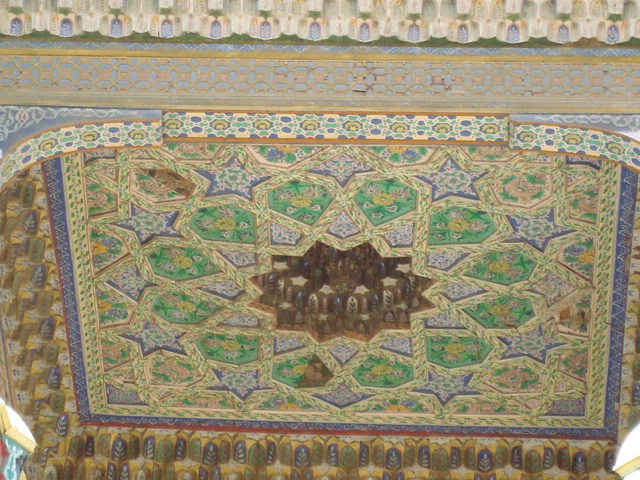
dettaglio del soffitto
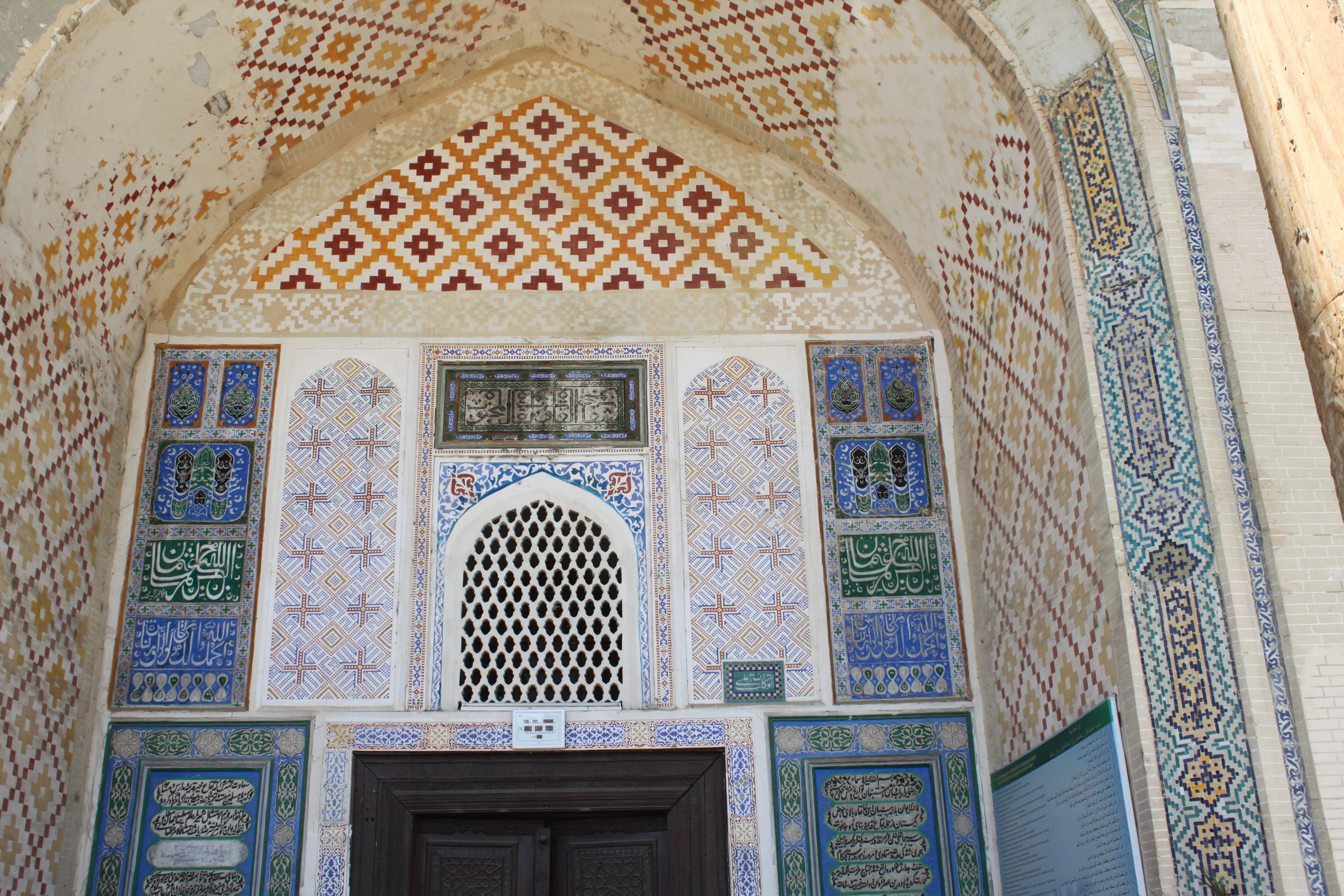
dettaglio dell'ingresso Iwan
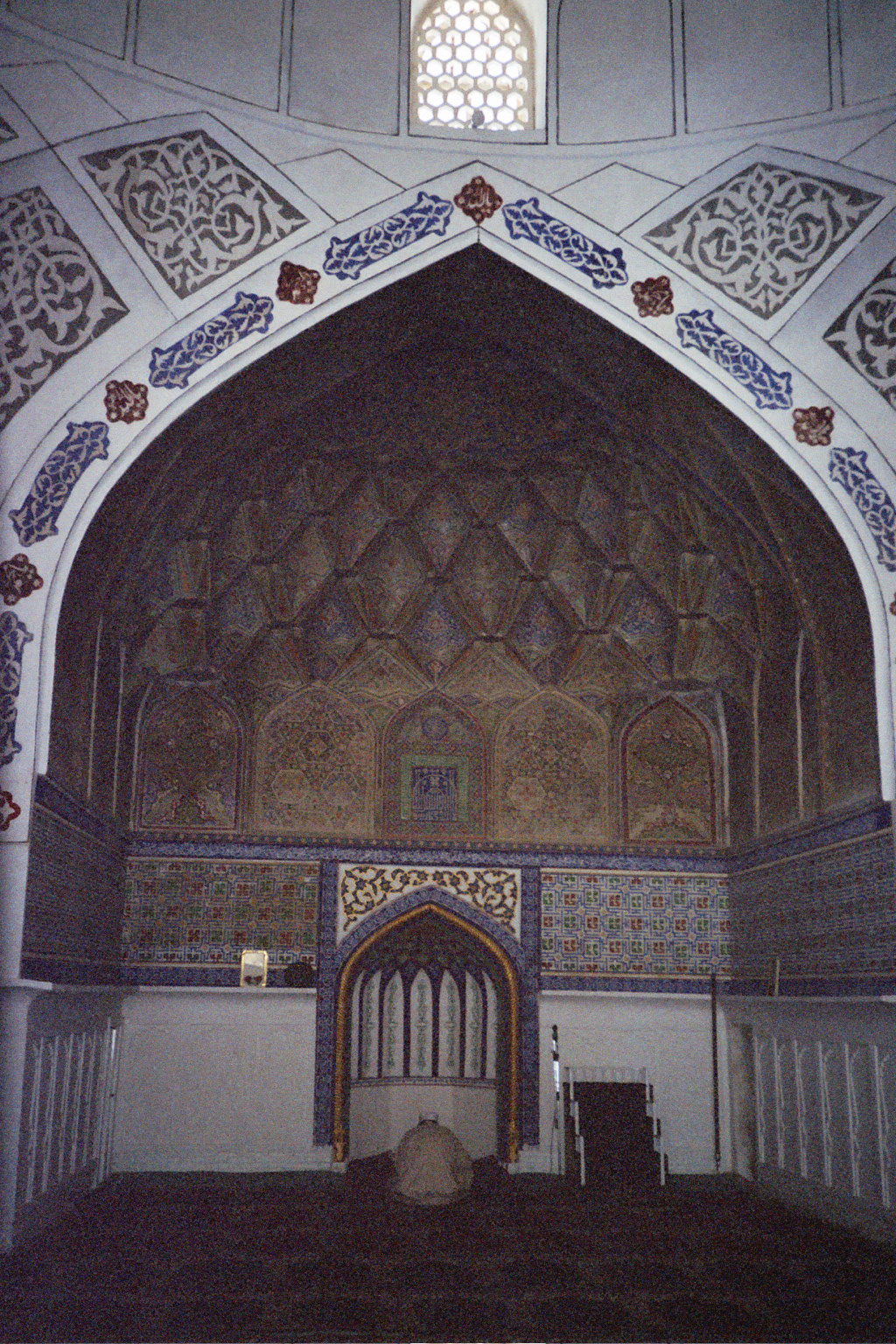
Vista del mihrab